# Royals de Reading
Les Royals de Reading sont une franchise professionnelle de hockey sur glace en Amérique du Nord qui évolue dans l'ECHL. L'équipe est basée à Reading en Pennsylvanie, États-Unis.

## Historique
L'équipe est créée en 2001 pour prendre la suite des Chill de Columbus. Elle est affiliée aux Flyers de Philadelphie engagés dans Ligue nationale de hockey et aux Phantoms de Lehigh Valley en Ligue américaine de hockey.
Ils ne disputent pas la saison 2020-2021 en raison de la pandémie de Covid-19, les opérations des six équipes de la division Nord étant suspendues par l'ECHL.

### Statistiques

Ancien logo

| Saison    | PJ | V  | D  | N  | DP | DTB | BP  | BC  | Pts | Classement                     | Séries éliminatoires            |
| --------- | -- | -- | -- | -- | -- | --- | --- | --- | --- | ------------------------------ | ------------------------------- |
| 2001-2002 | 72 | 27 | 36 | 9  | -  | -   | 182 | 215 | 63  | 6e place, division nord-est    | Ne participe pas                |
| 2002-2003 | 72 | 32 | 35 | 5  | -  | -   | 261 | 303 | 69  | 7e place, division nord-est    | Ne participe pas                |
| 2003-2004 | 72 | 37 | 25 | 10 | -  | -   | 212 | 189 | 84  | 5e place, division nord        | Défaite en finale de conférence |
| 2004-2005 | 72 | 43 | 22 | 7  | -  | -   | 220 | 161 | 93  | 1re place, division nord       | Défaite au deuxième tour        |
| 2005-2006 | 72 | 42 | 23 | 7  | -  | -   | 249 | 209 | 91  | 3e place, division nord        | Défaite au deuxième tour        |
| 2006-2007 | 72 | 32 | 33 | -  | 2  | 5   | 221 | 235 | 71  | 6e place, division nord        | Ne participe pas                |
| 2007-2008 | 72 | 38 | 26 | -  | 6  | 2   | 247 | 233 | 84  | 3e place, division nord        | Défaite au troisième tour       |
| 2008-2009 | 72 | 24 | 42 | -  | 3  | 3   | 211 | 269 | 54  | 7e place, division nord        | Ne participe pas                |
| 2009-2010 | 72 | 37 | 29 | -  | 1  | 5   | 254 | 275 | 80  | 2e place, division Est         | Défaite au troisième tour       |
| 2010-2011 | 72 | 44 | 23 | -  | 2  | 3   | 257 | 220 | 93  | 1re place, division Atlantique | Défaite au deuxième tour        |
| 2011-2012 | 72 | 36 | 28 | -  | 4  | 4   | 229 | 235 | 80  | 3e place, division Atlantique  | Défaite au premier tour         |
| 2012-2013 | 72 | 46 | 19 | -  | 3  | 4   | 246 | 185 | 99  | 1re place, division Atlantique | Champion de la Coupe Kelly      |
| 2013-2014 | 72 | 46 | 22 | -  | 2  | 4   | 229 | 182 | 96  | 1re place, division Atlantique | Défaite au premier tour         |
| 2014-2015 | 72 | 45 | 21 | -  | 4  | 2   | 259 | 210 | 96  | 3e place, division Est         | Défaite au premier tour         |
| 2015-2016 | 72 | 36 | 26 | -  | 6  | 4   | 222 | 194 | 82  | 3e place, division Est         | Défaite au deuxième tour        |
| 2016-2017 | 72 | 41 | 25 | -  | 4  | 2   | 255 | 217 | 88  | 2e place, division Nord        | Défaite au premier tour         |
| 2017-2018 | 72 | 39 | 24 | -  | 9  | 0   | 232 | 199 | 87  | 3e place, division Nord        | Défaite au premier tour         |
| 2018-2019 | 72 | 34 | 28 | -  | 4  | 6   | 229 | 229 | 78  | 4e division Nord               | Non qualifiés                   |
| 2019-2020 | 60 | 37 | 17 | -  | 5  | 1   | 218 | 176 | 80  | 2e division Nord               | Séries annulées                 |